# Elephone P8 Mini
Elephone P8 Mini — смартфон, выпущенный китайской компанией Elephone в 2017 году. Считается бюджетным. Корпус устройства изготовлен из металла.

## Экран
Смартфон оснащён ёмкостным сенсорным экраном TFT диагональю 5 дюймов, распознающим 10 одновременных касаний (10-точечный мультитач). Разрешение экрана составляет 1920х1080 (FullHD), отношение сторон — 16:9, разрешающая способность — 441 пиксель на дюйм (ppi). Экран способен отображать 16777216 оттенков.

## Защита
Смартфон не обладает сертификацией на соответствие какому-нибудь стандарту защиты. Следовательно, он является уязвимым для воздействия воды, пыли, механических повреждений, а также не подходит для использования во взрывоопасных средах. Экран смартфона покрыт защитным стеклом, которое защищает его от царапин ногтями и металлическими предметами, но не может уберечь от царапин песком, поскольку кварц (компонент песка) обладает большей твёрдостью, чем стекло.

## Программное обеспечение
Смартфон оснащён операционной системой Android 7.0 Nougat, разработанной в американской компании Google. Используется прошивка со встроенными сервисами Google (жарг. Gapps). В частности, предустановлен клиент магазина приложений и мультимедийного контента Google Play, с помощью которого смартфон можно оснастить большим количеством приложений от сторонних разработчиков. Предустановлен ряд стандартных приложений: медиаплеер, многофункциональные часы, просмотрщик фотографий, FM-радио, калькулятор и другие.

## Технические характеристики
- Экран: TFT-IPS, 5", 1920x1080, ёмкостный, мультитач
- Процессор: MediaTek MT6750T, 64-битный 4х1,5 ГГц Cortex-A53 + 4х1 ГГц Cortex-A53
- Графический ускоритель: Mali-T860 MP2
- Операционная система: Android 7.0
- Оперативная память: 4 ГБ
- Встроенная память: 64 ГБ
- Поддержка карт памяти: microSDXC
- Связь: GSM 850/900/1800/1900 МГц || UMTS 900/2100 МГц || LTE: 1, 3, 7, 20
- SIM: nano-SIM + nano-SIM (комбинированный слот), DSDS
- Беспроводные интерфейсы: Wi-Fi 802.11 b/g/n/ac, Bluetooth 4.0
- Навигация: GPS, ГЛОНАСС
- Камеры: основная — 13+2 Мп (вспышка, автофокус, замер глубины), фронтальная — 16 Мп
- Датчики: освещённости, приближения, акселерометр, микрогироскоп, дактилоскоп
- Аккумулятор: 2680 мАч
- Габариты: 143,6х71х8,1 мм
- Вес: 133 грамма